# Thieder Lößhügelland
Das Thieder Lößhügelland ist ein lößbedeckter, hügeliger Landschaftsteil im südwestlichen Bereich von Braunschweig mit Salzgitter-Thiede im Zentrum und mit den Ausläufern des Oderwalds auf dem Gebiet von Wolfenbüttel im Süden. Die Landschaft dehnt sich am Westufer der Oker auf etwa zehn Kilometer in Nord-Süd- und drei in West-Ost-Richtung aus.

## Geografie

### Lage und Höhen
Das Gebiet erstreckt sich nördlich des Fümmelser Holzes zunächst als flach bis auf unter 90 Meter abfallende Senke im Stadtgebiet Wolfenbüttel über Fümmelse im Westen und der Kernstadt von Wolfenbüttel im Osten bis nach Thiede, wo der Thieder Lindenberg als flacher Buckel mit 122 Höhenmetern aus der Landschaft ragt. Nördlich von Steterburg schließt sich ein breiter Höhensattel an, der über die Braunschweiger Stadtteile Geitelde und Stiddien als Geitelder Berg auf bis zu  111 Höhenmetern ansteigt, nach Norden verläuft und bei Broitzem als Steinberg mit 107 Metern nach Osten schwenkt. Die Höhe fällt nach Osten Richtung Rüningen über das Geitelder Holz flach zur Oker hin auf 80 Meter ab. Im Norden schließt sich die Senke des Fuhsekanals mit ebenfalls unter 80 Metern Höhe an. Die Ostgrenze des Gebiets verläuft von Rüningen über Leiferde nach Groß Stöckheim.

### Naturraum
Das Thieder Lößhügelland ist mit der Ordnungsnummer 512.02 ein Bestandteil der Okerrandhöhen (512.0) wie auch der südlich angrenzende Oderwald und gehört zum Naturraum Ostbraunschweigisches Hügelland. Im Osten schließt sich das Börßum-Braunschweiger Okertal (512.03) an. Im Westen und Norden grenzt es an die naturräumliche Haupteinheit der Braunschweig-Hildesheimer Lößbörde (520) mit den Naturräumen Lebenstedter Lößbörde (520.06) und Denstorfer Lößplatte (520.08). Das Siedlungsgebiet der Städte Braunschweig und Wolfenbüttel wird vom Bundesamt für Naturschutz als eigener Landschaftsraum 115 vom Typ Verdichtungsraum anstelle des Okertals geführt.

### Geologie
Den auffällig S-förmig geschwungenen Hügelverlauf nordwestlich des Lindenbergs bildet eine Formation der erdmittelalterlichen Oberkreide unterschiedlichen Alters. Der Lindenberg selbst ist Teil einer hochgedrückten Buntsandstein-Scholle über dem Salzstock von Thiede. Das gesamte Gebiet ist überwiegend mit Löß-Schichten aus Schwarzerde der Weichsel-Kaltzeit bedeckt und entsprechend fruchtbarer Ackerboden.

## Nutzung
Das Hügelland wird traditionell intensiv landwirtschaftlich u. a. zum Anbau von Zuckerrüben, Weizen und Obst genutzt. Größere zusammenhängende Waldflächen sind der Lindenberg und das Geitelder Holz in der wasserreichen Senke östlich von Geitelde.
Die Höhenlagen werden für die lokale Infrastruktur verwendet: Den Lindenberg krönt ein Hochbehälter der Harzwasserwerke für die Versorgung Braunschweigs. Auf dem Geitelder Berg wurde bis 1969 der Sender Geitelde betrieben, 1971 wurde der heutige Fernmeldeturm Broitzem auf dem Steinberg errichtet.
Das Hügelland wurde bis 1938 durch die Bahnstrecke Braunschweig Nord–Lichtenberg mit Haltepunkten in Geitelde und Thiede durchzogen, wovon noch die stillgelegte Trasse im Geitelder Holz zu sehen ist. Nach deren Auflösung führt heute die Bahnstrecke Leiferde–Salzgitter-Bad in diesem Gebiet von Leiferde nach Südwesten über den Haltepunkt Thiede zum Stahlwerk Salzgitter und knickt nach Westen Richtung Lebenstedt ab.
Die frühere Fernstraße von Braunschweig über Thiede nach Frankfurt, die Bundesstraße 248, wurde abschnittsweise durch die Bundesautobahn 39 abgelöst, die, wie auch die Bundesautobahn 36, das Gebiet von Nordost nach Südwest durchschneidet.